# Whatever You Want
| 전문가 평가 | 전문가 평가 |
| 평가 점수   | 평가 점수   |
| 출처        | 점수        |
| ----------- | ----------- |
| AllMusic    | [ 1 ]       |
| Smash Hits  | 7½/10       |

《Whatever You Want》는 영국의 하드 록 밴드인 스테이터스 쿠오의 열두 번째 스튜디오 음반이다.

## 배경
이 음반은 핍 윌리엄스가 프로듀싱한 이 밴드의 세 번째 음반이었다. 녹음은 1978년 12월, 네덜란드 힐베르쉼의 위셀로드 스튜디오에서 시작되었고, 1979년 3월, 런던에서 최종 믹스가 완성되었다. 이 음반은 1979년 10월 12일에 발매되었고, 1979년 10월 20일에 차트에 진입하여 4위까지 올랐다. 음반의 첫 번째 싱글 〈Whatever You Want〉는 9월 14일에 발매되었고, 〈Hard Ride〉는 B-사이드로 발매되었고, 또한 4위까지 올랐다. 이 음반의 두 번째 싱글은 〈Living on an Island〉로, B-사이드 〈Runaway〉로 발매되었다. 이것은 1979년 11월 16일에 발매되었고, 차트에서 16위에 올랐다.
이 음반은 미국 시장을 위해 리믹스되었고 이 버전은 1980년에 《Now Hear This》라는 제목으로 미국에서 발매되었다. 이는 마침내 2016년 디럭스 리마스터의 일환으로 CD로 발매되었다. 그러나 이것은 두 곡인 〈Shady Lady〉와 〈Your Smileing Face〉를 생략했다. 따라서 이것들은 오리지널 바이닐/카세트/8트랙에서만 사용할 수 있다. 수록곡 〈Whatever You Want〉와 〈Living on a Island〉도 미국 리믹스 버전의 실행 순서로 바뀌었다.

## 곡 목록
| #   | 제목                    | 작사·작곡            | 재생 시간 |
| --- | ----------------------- | -------------------- | --------- |
| 1.  | 〈Whatever You Want〉   | 릭 파핏, 앤디 본     | 4:04      |
| 2.  | 〈Shady Lady〉          | 프랜시스 로시, 밥 영 | 3:00      |
| 3.  | 〈Who Asked You〉       | 앨런 랭커스터        | 4:00      |
| 4.  | 〈Your Smiling Face〉   | 파핏, 본             | 4:25      |
| 5.  | 〈Living on an Island〉 | 파핏, 영             | 4:48      |
| 6.  | 〈Come Rock with Me〉   | 로시, 버니 프로스트  | 3:15      |
| 7.  | 〈Rockin' On〉          | 로시, 프로스트       | 3:25      |
| 8.  | 〈Runaway〉             | 로시, 프로스트       | 4:39      |
| 9.  | 〈High Flyer〉          | 랭커스터, 영         | 3:47      |
| 10. | 〈Breaking Away〉       | 로시, 파핏, 본       | 6:44      |

## 인증
| 국가                                                  | 인증 | 판매량/출하량 |
| ----------------------------------------------------- | ---- | ------------- |
| 오스트레일리아 (ARIA)                                 | 골드 | 20,000^       |
| 프랑스 (SNEP)                                         | 골드 | 100,000*      |
| 네덜란드 (NVPI)                                       | 골드 | 50,000^       |
| 영국 (BPI)                                            | 골드 | 100,000^      |
| *판매량을 기반으로 한 인증 ^출하량을 기반으로 한 인증 |      |               |